# Lijst van LEGO-bordspellen
Sinds 2009 maakt LEGO bordspellen onder de naam LEGO Spellen (Engels: LEGO Games), hieronder een lijst van de bordspellen die in 2009 uit zijn gekomen. In veruit de meeste legospellen is er een speciale dobbelsteen inbegrepen en zitten er meerdere microfigures in de set.
Dit overzicht is mogelijk incompleet; u kunt helpen door het uit te breiden.
| Naam                  | Set-nummer | Jaar uitkomst | Korte samenvatting |
| --------------------- | ---------- | ------------- | --- |
| Harry Potter Hogwarts | 3862       | 2010          | Probeer als eerste je weg te vinden door het magische kasteel, alle huiswerkelementen te verzamelen en terug te komen naar je eigen leerlingenkamer.                  |
| Creationary           | 3844       | 2009          | Je moet raden wat je medespelers aan het bouwen zijn en ook zelf iets bouwen wat je medespelers moeten raden.                                                         |
| Ramses Pyramid        | 3843       | 2009          | Probeer zo snel mogelijk de top van de piramide proberen te bereiken en de mummiekoning verslaan.                                                                     |
| Minotaurus            | 3841       | 2009          | Probeer als eerste met drie poppetjes door een labyrint te lopen zonder de minotaurus tegen te komen en je mag hindernissen voor je tegenstanders bouwen.             |
| Pirate Code           | 3840       | 2009          | Probeer de geheime code van je tegenspelers te raden, voordat zij die van jou hebben geraden. (een soort Mastermind)                                                  |
| Race 3000             | 3839       | 2009          | Probeer als eerste over de finish te komen, door middel van sluipweggetjes en je turbobooster, en de olievlekken te ontwijken.                                        |
| Lava Dragon           | 3838       | 2009          | Haal de draak van de top van de vulkaan af. Ontwijk de lava, versper je tegenstanders de weg en klim naar de overwinning.                                             |
| Monster 4             | 3837       | 2009          | Probeer vier spoken op een rij te zetten, maar pas op dat de spin jou niet wegjaagt.                                                                                  |
| Magikus               | 3836       | 2009          | Probeer als eerste de juiste ingrediënten van de toverspreuk van de wijze uil te verzamelen.                                                                          |
| Robo Champ            | 3835       | 2009          | Probeer als eerste een robot in dezelfde kleur stenen te bouwen, afhankelijk van wat je gooit met de dobbelsteen, mag je onderdelen pakken, ruilen of zelfs afpakken. |